# Route nationale 93
Die Route nationale 93, kurz N 93 oder RN 93, war eine französische Nationalstraße.

## Geschichte
Die Straße wurde 1824 zwischen Fiancey und einer Straßenkreuzung mit der Nationalstraße 85 nördlich von Sisteron festgelegt wurde. Sie geht auf die Route impériale 112 zurück. Ihre Länge betrug 158,5 Kilometer. Anfang des 20. Jahrhunderts wurde der Abschnitt zwischen Aspres-sur-Buëch und Pont la Barque in andere Nationalstraßen überführt, da sich der Verkehr seit 1842 Richtung Sisteron auf die kürzere, parallel verlaufende Nationalstraße 75 verlagerte. Dadurch entstand die Nationalstraße 93A und die N 93 war ab diesem Zeitpunkt durch die N 75 unterbrochen sowie 12 Kilometer kürzer. 1950 wurde dann der Abschnitt zwischen Pont la Barque und der N 85 nördlich von Sisteron der N 75 zugeordnet. Damit betrug ihre Länge bis zur Abstufung 1973 nur noch 114 Kilometer. Von 1978 bis 2006 kam es zu einer weiteren Verwendung der N 93 für eine Verbindung zwischen den Nationalstraßen 86 und 7 bei Donzére, die kurzzeitig als N 86J bezeichnet wurde.

## Seitenäste

### N 93a
Die Route nationale 93A, kurz N 93A oder RN 93A, war eine französische Nationalstraße, die im 20. Jdh. aus einer Teiltrasse der N 93 entstand. Diese ist hier beschrieben. 1933 entstand eine neue N 93A aus der D12 (1838 als Gc6 festgelegt) des Départements Drôme. Diese verlief zwischen Allex und Livron-sur-Drôme und hatte eine Länge von 3,5 Kilometern. 1973 wurde diese Straße zur Departementsstraße 93A abgestuft.

### N 93b
Die Route nationale 93B, kurz N 93B oder RN 93B, war ein Seitenast der N 93, der 1933 in Saint-Pierre-d’Argençon abzweigend und nach Aspremont führend festgelegt wurde. Ihre Länge betrug 3,5 Kilometer. 1973 wurde sie zur Departementsstraße 993B abgestuft.